# Tom Clancy's The Division 2
Tom Clancy's The Division 2 è un videogioco di genere open world e action RPG, sviluppato da Massive Entertainment e pubblicato da Ubisoft. Il gioco è stato distribuito per Microsoft Windows, PlayStation 4 e Xbox One il 15 marzo 2019.
È il sequel di Tom Clancy's The Division.

## Trama
Sette mesi dopo l'epidemia di Green Poison, diversi agenti della Divisione stanno difendendo un insediamento civile da un attacco di banditi quando la rete SHD, il sistema che controlla la loro tecnologia avanzata e le comunicazioni a livello nazionale, si spegne improvvisamente. L'agente del giocatore riceve una chiamata di soccorso della Divisione da Washington DC mentre una nuova forza più grande inizia ad attaccare l'insediamento. Su richiesta di un collega, abbandonano la battaglia per rispondere alla chiamata. L'Agente arriva a Washington D.C. per trovare la base operativa locale della Divisione e della JTF, la Casa Bianca, sotto l'attacco delle Iene. Dopo aver respinto l'attacco, l'agente viene informato da Manny Ortega, il controllore della divisione della città. L'Agente scopre che la maggior parte della leadership del paese è morta o scomparsa e la città è per lo più controllata da tre fazioni ostili: le iene, i reietti e i True Sons. Ortega ordina all'agente di lavorare con l'agente Alani Kelso per assistere gli insediamenti civili, liberare la città e ripristinare la rete SHD.
Ortega e Kelso scoprono che una cura per il Green Poison potrebbe trovarsi da qualche parte in città e che il presidente Ellis potrebbe essere sopravvissuto allo schianto dell'Air Force One ma è tenuto prigioniero. Kelso è riluttante a sprecare tempo e risorse per trovare Ellis, ma Ortega sottolinea che potrebbe essere necessario il suo nulla osta di sicurezza per accedere alla cura. L'agente alla fine scopre la posizione di Ellis e lo salva dalla custodia di Hyena. Ellis conferma che esistono antivirali ad ampio spettro per curare non solo Green Poison, ma tutte le infezioni virali. Tuttavia può accedervi solo con una valigetta speciale in quel momento custodita nella base pesantemente fortificata dei True Sons presso il Campidoglio. Dopo che l'agente ha riparato la rete SHD, ricollegando gli agenti della Divisione in tutto il paese, Ellis giura di ripristinare gli Stati Uniti, indipendentemente dal costo. Con la marea che si volta contro di loro, le iene, i True Sons e i reietti si ritirano nelle loro ultime roccaforti. Con l'aiuto delle milizie civili e della JTF, l'Agente assalta le roccaforti ed elimina la leadership della maggior parte delle fazioni, con la leader dei reietti Emelline Shaw che scompare durante l'assalto alla sua roccaforte sull'isola di Roosevelt, mentre recupera la valigetta di Ellis dal Capitale.
Mentre l'Agente e la Divisione celebrano la loro vittoria, una nuova fazione, la compagnia militare privata tecnologicamente avanzata Black Tusk, invade la città. Molti dei punti di riferimento di D.C. vengono rapidamente sequestrati ed Ellis scompare improvvisamente con la sua valigetta, costringendo l'agente a uscire per trovarlo e respingere il Black Tusk. L'agente alla fine scopre che Black Tusk ha fornito armi alle bande di DC e che erano responsabili del sabotaggio della rete SHD, Ellis ha sempre lavorato con Black Tusk e che il predecessore di Ellis, il presidente Mendez, non si è suicidato come si credeva in precedenza, ma è stato assassinato dai suoi stessi servizi segreti su ordine di Black Tusk. Grazie a Ellis, i Black Tusk ottengono il possesso degli antivirali ad ampio spettro, progettando di trasportarli fuori città. L'agente fa irruzione con successo nella roccaforte di Black Tusk a Tidal Basin, recuperando gli antivirali e prevenendo un attacco missilistico sulla Casa Bianca, sebbene la posizione di Ellis rimanga sconosciuta.

### DLC

#### Episodio 1 - DC Outskirts: Expeditions
Ulteriori indagini rivelano che la leader dei reietti, Emelline Shaw, è sopravvissuta all'assalto della divisione alla fortezza e che si trova nel suo nuovo nascondiglio allo zoo nazionale di Manning. Dopo aver combattuto attraverso lo zoo, l'agente riesce a distruggere l'auto della monorotaia pesantemente armata di Shaw e ad ucciderla.
L'agente si unisce a una grande task force della JTF in un attacco a Camp White Oaks, un ex ritiro presidenziale boscoso nel Maryland, che da allora è stato rilevato da Black Tusk, con l'obiettivo di localizzare e catturare il presidente Ellis. La forza d'assalto principale viene annientata quando il ponte che stanno attraversando viene distrutto da Black Tusk e la squadra rimanente viene alla fine invasa mentre cerca di proteggere l'eliporto principale per impedire la fuga di Ellis, lasciando l'agente a continuare la missione da solo. L'agente riesce a raggiungere l'eliporto troppo tardi poiché Ellis viene evacuato dall'elicottero Black Tusk, scomparendo per la seconda volta.
Nel frattempo, l'agente viene inviato in una spedizione al Kenly College per indagare sulla recente scomparsa di una squadra JTF, dove gli Outcast hanno preso il controllo del campus e interrotto le comunicazioni. Lì, l'agente rimuove i reietti che si assicurano i rifornimenti rubati alla biblioteca del college, si infiltra nella stazione della metropolitana e nella struttura di trattamento dell'acqua sottostante e distrugge la base dei reietti nell'edificio dell'Unione studentesca.

#### Episodio 2 - Pentagono: L'ultimo castello
L'agente viene inviato a indagare sul Pentagono dopo che la Divisione rileva una pesante attività di Black Tusk nella struttura. Dopo aver raggiunto il sito, l'agente scopre che i Black Tusk stanno organizzando una massiccia operazione di perforazione per accedere ai laboratori DARPA sotto il Pentagono, che contengono numerose tecnologie sperimentali. L'agente sabota l'operazione di perforazione per ritardare i Black Tusk prima di rubare dati dai loro server per capire cosa stanno cercando. È stato rivelato che i Black Tusk stanno cercando un bioreattore a perfusione in grado di produrre in massa gli antivirali che la divisione possiede.
L'agente procede nel laboratorio DARPA per trovare i Black Tusk che tentano di contrabbandare il bioreattore attraverso la rete di tunnel sotto il Pentagono. L'agente riesce di catturare il bioreattore e trasportarlo a un vicino eliporto, eliminando le forze dei Black Tusk in modo che il bioreattore possa essere estratto. Kelso si congratula con l'agente, affermando che anche se non hanno ancora personale qualificato per far funzionare il bioreattore, sono un passo avanti verso la fine della minaccia del Green Poison.

#### Episodio 3 - Coney Island: La Caccia
L'agente viene inviato alle rovine di Coney Island per salvare Vitaly Tchernenko, un virologo rapito dall'agente della divisione Rogue Aaron Keener durante gli eventi del gioco precedente. Keener intende consegnare Tchernenko ai Black Tusk in cambio di assistenza per un progetto sconosciuto. L'agente ha il compito di salvare Tchernenko per assicurarsi che le sue conoscenze non cadano nelle mani dei Black Tusk e ottenere il suo aiuto per creare un vaccino. L'agente riesce a infiltrarsi nelle difese dei Black Tusk e fa evacuare Tchernenko a Washington DC.
Diventa evidente che Keener non ha mai avuto intenzione di permettere a Black Tusk di partire con Tchernenko, poiché l'isola viene attaccata dai purificatori, una banda di squilibrati ex lavoratori DSNY che mira a eliminare violentemente qualsiasi potenziale fonte e portatore del virus. Keener ha informato i purificatori su dove si trova Tchernenko, incitandoli ad attaccare i Black Tusk in modo che possano ucciderlo. L'agente è costretto a farsi strada attraverso purificatori e Black Tusk mentre cerca Keener. Dopo che l'agente ha ucciso il comandante del Black Tusk, Keener dirotta il feed video da un drone della Divisione per gongolare l'Agente del suo doppio incrocio , fuga e progetto misterioso.

## Modalità di gioco
The Division 2 è uno sparatutto in terza persona, ambientato a Washington D.C., 7 mesi dopo gli eventi accaduti a New York City nel primo capitolo, in cui scoppia una guerra civile. I giocatori possono cooperare l'uno con l'altro per completare gli obiettivi e i raid, con un numero massimo di 8 giocatori.

## Sviluppo
Il gioco è stato sviluppato da Massive Entertainment. Valutando i feedback e le recensioni dei giocatori per quanto riguarda il primo capitolo, The Division, Massive Entertainment ha deciso di dare massima priorità allo sviluppo dei contenuti.
Il gioco è stato annunciato il 9 marzo 2018 da Ubisoft, con il primo gameplay in anteprima al Electronic Entertainment Expo 2018 nel giugno 2018. Durante l'E3, Ubisoft ha confermato che il gioco sarebbe stato pubblicato il 15 marzo 2019 per Microsoft Windows, PlayStation 4 e Xbox One.